# Nikolai Bjærum
Nikolai S. Bjærum (Holme, 9 april 1843 – Oslo, 5 augustus 1913) was een Noors organist en componist.
Bjærum was van 1880 tot zijn dood in 1913 de vaste organist van de Sagene kirke in Oslo. Hij was vermaard organist,  zijn 20 Forspill til koraler for orgel eller harmonium (Warmuth 1885) was destijds een standaardwerk voor kerkorganisten. Op vijf september 2015 werden hier nog drie melodieën uit gespeeld tijdens een orgelconcert in genoemde kerk. Nikolai Bjærum wordt genoemd in de dagboeken van Arne Garborg.
Andere werken:
- Aandelige sange af Pilegrims Harpe, den kristelige sanger og andere samlinger (begeleiding voor piano of harmonium) (Warmuth, circa 1878)
- Nodetabel, Et kort omrids af musiken (dat een 3e druk haalde)
- En stub voor piano
- Af juleevangeliet; komponert for soli og kor eller orgel (1899)
- Fem religiøse sange (Warmuth 1899)

- Bibsys: 32407
- Virtual International Authority File: 36145971363932331589